# Daemons of the Shadow Realm
Daemons of the Shadow Realm (яп. 黄泉のツガイ Ёми но цугаи, «Цугаи загробного мира») — манга, написанная и проиллюстрированная Хирому Аракавой. Публикуется в ежемесячном журнале сёнэн-манги Monthly Shonen Gangan издательства Square Enix с декабря 2021 года и по состоянию на июль 2025 года издана в десяти томах-танкобонах. В июле 2025 года состоялся анонс адаптации манги в формат аниме-сериала, производством которого занялась студия Bones Film.

## Медиа

### Манга
Впервые о работе Хирому Аракавы над новой мангой было официально объявлено в августовском выпуске ежемесячного журнала сёнэн-манги Monthly Shonen Gangan за 2021 год. Анонс состоялся в 20-ю годовщину начала публикации одной из предыдущих работ Аракавы — манги «Стальной алхимик» (публиковалась с 2001 по 2010 год). Новая работа получила название Yomi no Tsugai (яп. 黄泉のツガイ Ёми но цугаи, в Северной Америке — Daemons of the Shadow Realm); её публикация началась 10 декабря 2021 года в Monthly Shonen Gangan. На июль 2025 года главы манги были скомпонованы в десять томов-танкобонов. Первый том поступил в продажу 10 июня 2022 года.
На территории Северной Америки манга лицензирована издательством Square Enix Manga & Books; главы на английском языке также доступны посредством глобальной версии сервиса Manga Up!.

#### Список томов
| №  | Дата публикации     | ISBN                                               |
| -- | ------------------- | -------------------------------------------------- |
| 01 | 10 июня 2022 г.     | ISBN 978-4-7575-7962-0                             |
| 02 | 12 сентября 2022 г. | ISBN 978-4-7575-8100-5                             |
| 03 | 10 февраля 2023 г.  | ISBN 978-4-7575-8401-3                             |
| 04 | 12 июня 2023 г.     | ISBN 978-4-7575-8608-6                             |
| 05 | 12 сентября 2023 г. | ISBN 978-4-7575-8786-1                             |
| 06 | 12 января 2024 г.   | ISBN 978-4-7575-8877-6 ISBN 978-4-7575-8878-3 (СИ) |
| 07 | 11 мая 2024 г.      | ISBN 978-4-7575-9184-4                             |
| 08 | 12 сентября 2024 г. | ISBN 978-4-7575-9412-8                             |
| 09 | 12 марта 2025 г.    | ISBN 978-4-7575-9733-4                             |
| 10 | 11 июля 2025 г.     | ISBN 978-4-7575-9950-5                             |

### Аниме
Об адаптации манги в формат аниме-сериала стало известно 5 июля 2025 года во время проведения Anime Expo. Его производством занялась студия Bones Film, на должность режиссёра был назначен Масахиро Андо, сценаристом стал Нобору Такаги, дизайнером персонажей — Нобухиро Араи, а композитором — Кэнъитиро Суэхиро.
Аниме-сериал лицензирован стриминговым сервисом Crunchyroll.

## Приём

### Критика
Франческо Каччиаторе с сайта Screen Rant назвал Daemons of the Shadow Realm одной из лучших новых серий манг, публикация которых стартовала в 2021 году, и подчеркнул демонстрируемый мангой потенциал, несмотря на то, что на конец года была опубликована лишь одна глава. Каччиаторе также сравнил мангу с серией «Истребитель демонов» Коёхару Готогэ, поскольку в обеих мангах главными героями выступают брат и сестра. Карлайл Эдмундсон с Screen Rant сравнил концепцию цугаев, присутствующей в манге, с концепцией стендов из серии JoJo’s Bizarre Adventure авторства Хирохико Араки.
Ребекка Сильверман в рамках путеводителя сайта Anime News Network по манге весны 2023 года поставила первому тому Daemons of the Shadow Realm оценку в три с половиной звезды из пяти. Сильверман охарактеризовала мангу как «фэнтези, погружающей в фольклор», и положительно отозвалась о главном сюжетном повороте в первой главе, а также дизайне монстров. Из недостатков манги Сильверман отметила «немного раздражающие» отношения между помощниками главного героя и неуместность юмористических эпизодов, однако всё равно посчитала чтение манги увлекательным и написала в заключение: «...даже если она [манга] никогда не достигнет высот FMA, она всё равно останется крепко сбитой фэнтезийной серией».

### Рекомендации
В феврале 2024 года первый том манги был включен американской Ассоциацией библиотечных услуг для подростков (YALSA) в десятку лучших графических романов для подростков. В марте этого же года манга была включена порталом MyAnimeList в два рекомендательных списка: «Манга, которую вам стоит прочесть — 2024» и «Достойно аниме».

### Рейтинги
| Год  | Название                                                             | Позиция    | Категория         | Прим.  |
| ---- | -------------------------------------------------------------------- | ---------- | ----------------- | ------ |
| 2022 | Книга года журнала Da Vinci                                          | 19-е место | Комиксы           | [ 25 ] |
| 2022 | Kono Manga ga Sugoi!                                                 | 15-е место | Манга для мужчин  | [ 26 ] |
| 2023 | Комиксы, рекомендованные сотрудниками национальных книжных магазинов | 2-е место  | Ежегодный рейтинг | [ 27 ] |
| 2023 | Kono Manga ga Sugoi!                                                 | 2-е место  | Манга для мужчин  | [ 28 ] |
| 2024 | Комиксы, рекомендованные сотрудниками национальных книжных магазинов | 3-е место  | Ежегодный рейтинг | [ 29 ] |

### Награды и номинации
| Год  | Награда                                     | Результат | Категория                                       | Прим.         |
| ---- | ------------------------------------------- | --------- | ----------------------------------------------- | ------------- |
| 2023 | E-book Manga Award                          | Победа    | Хочу прочесть это прямо сейчас! Избранная манга | [ 30 ]        |
| 2023 | Next Manga Award                            | 2-е место | Лучшая печатная манга                           | [ 31 ] [ 32 ] |
| 2023 | Tsutaya Comic Award                         | Победа    | Новый прорыв                                    | [ 33 ]        |
| 2024 | Манга тайсё                                 | 2-е место | Лучшая манга                                    | [ 34 ] [ 35 ] |
| 2024 | Международный фестиваль комиксов в Ангулеме | Номинация | Выбор молодёжи                                  | [ 36 ]        |
| 2024 | Премия манги Коданся                        | Номинация | Лучшая сёнэн-манга                              | [ 37 ]        |
| 2024 | Magademy Award                              | Номинация | Лучший главный герой (Юру)                      | [ 38 ]        |
| 2024 | Minna ga Erabu!! E-Comic Taisho             | Финалист  | Комиксы для мужчин                              | [ 39 ]        |
| 2025 | Magademy Award                              | Номинация | Приз за сеттинг                                 | [ 40 ]        |